# Caudiès-de-Fenouillèdes
Caudiès-de-Fenouillèdes is een gemeente in het Franse departement Pyrénées-Orientales (regio Occitanie) en telt 586 inwoners (2007). De plaats maakt deel uit van het arrondissement Perpignan. De plaats is erg geliefd onder wandelaars en bij motorrijders, als startpunt van routes door de Pyreneeën.

## Geografie
De oppervlakte van Caudiès-de-Fenouillèdes bedraagt 36,3 km², de bevolkingsdichtheid is 16,5 inwoners per km².
De onderstaande kaart toont de ligging van Caudiès-de-Fenouillèdes met de belangrijkste infrastructuur en aangrenzende gemeenten.

## Demografie
Onderstaande figuur toont het verloop van het inwonertal (bron: INSEE-tellingen).